# Ammoconia victoris
Ammoconia victoris là một loài bướm đêm trong họ Noctuidae.